# The Hunger Games (filme)
The Hunger Games (bra: Jogos Vorazes; palop/prt: The Hunger Games: Os Jogos da Fome) é um filme estadunidense de ação, aventura e ficção científica de 2012, dirigido por Gary Ross e baseado no romance de mesmo nome escrito por Suzanne Collins, sendo o primeiro da série de filmes. Foi produzido por Nina Jacobson e Jon Kilik, tendo Ross, Collins e Billy Ray sendo os responsáveis pelo roteiro. O elenco é formado por Jennifer Lawrence, Josh Hutcherson, Liam Hemsworth, Woody Harrelson, Elizabeth Banks, Lenny Kravitz, Stanley Tucci e Donald Sutherland.
A história é estabelecida em um período distópico pós-apocalíptico na nação de Panem, onde meninos e meninas de 12 a 18 anos devem participar dos Jogos Vorazes, um evento anual televisionado no qual os "tributos" precisam lutar até a morte até que sobre apenas um, que é coroado vencedor. Katniss Everdeen (Jennifer Lawrence) voluntaria-se para tomar o lugar de sua irmã mais nova nos jogos. Ao lado de seu parceiro masculino do seu distrito, Peeta Mellark (Josh Hutcherson), Katniss viaja à Capital para treinar para o evento com a ajuda de Haymitch Abernathy (Woody Harrelson), que já venceu os jogos uma vez.
O desenvolvimento de The Hunger Games iniciou-se em março de 2009, quando a Lions Gate Entertainment entrou em um contrato de co-produção com a Color Force, que tinha adquirido os direitos do livro poucas semanas antes. Collins colaborou com Ray e Ross para escrever o roteiro. O script final expandiu a personagem Seneca Crane para permitir várias outras desenvolturas a serem mostradas ao público e Ross adicionou diversas cenas entre Crane e Coriolanus Snow. Os testes para os protagonistas foram feitos entre março e maio de 2011. A filmagem começou no mesmo mês e terminou em setembro, e foi realizada na Carolina do Norte. A produção foi feita em formato analógico, e não em digital — opondo-se a um padrão já quase estabelecido no século XXI.
O filme foi lançado na França em 21 de março de 2012 e dois dias depois nos Estados Unidos, em ambos os cinemas convencionais e IMAX. O Japão o recebeu por último, em 28 de setembro. Quando foi lançado, conseguiu o recorde de maior bilheteria no dia (US$ 67,3 milhões) e na semana de estreia para uma produção que não seja uma sequência. Em seu lançamento, o lucro de sua primeira semana (US$ 152,5 milhões) foi o terceiro maior de todos os tipos de filmes na América do Norte. Tornou-se o primeiro produto desde Avatar a ficar no topo nas bilheterias norte-americanas por quatro semanas consecutivas. The Hunger Games conseguiu um sucesso massivo, obtendo pouco mais de US$ 694 milhões em todo o mundo, contra um orçamento de US$ 78 milhões, tornando-se o terceiro filme de maior bilheteria nos Estados Unidos e o nono contabilizando todo o globo em 2012. Foi distribuído em DVD e Blu-ray em 18 de agosto de 2012. Com 7.434.058 de cópias vendidas, o DVD tornou-se o mais comprado de 2012.
A adaptação cinematográfica do texto de Collins foi bem-recebida pela crítica, que apreciou seus temas e mensagens, além da atuação de Jennifer Lawrence como Katniss. Como o romance, o filme atraiu desaprovações por suas similaridades com outras obras, como a japonesa Battle Royale e sua adaptação, e a história "The Lottery", de Shirley Jackson. Tanto o livro quanto o filme extraíram aspectos de fontes de inspiração, como o mito de Teseu, as batalhas romanas de gladiadores, reality shows e a dessensibilização dos espectadores quanto a cobertura da mídia sobre as tragédias e guerras, para as pessoas não pensarem que são apenas um membro do público, "porque são pessoas de verdade na tela, e eles não vão embora quando entram no ar os comerciais". A canção "Safe & Sound" recebeu um Grammy Award e foi nomeada para um Globo de Ouro na categoria de melhor canção original. Por sua performance, Lawrence ganhou um Prêmio Saturno de melhor atriz, o Critics' Choice Movie Award de melhor atriz em um filme de ação, o Empire Award de melhor atriz e foi indicada ao New York Film Critics Circle Awards na mesma categoria. A sequência, The Hunger Games: Catching Fire, foi lançada em 22 de novembro de 2013 nos Estados Unidos.

## Elenco

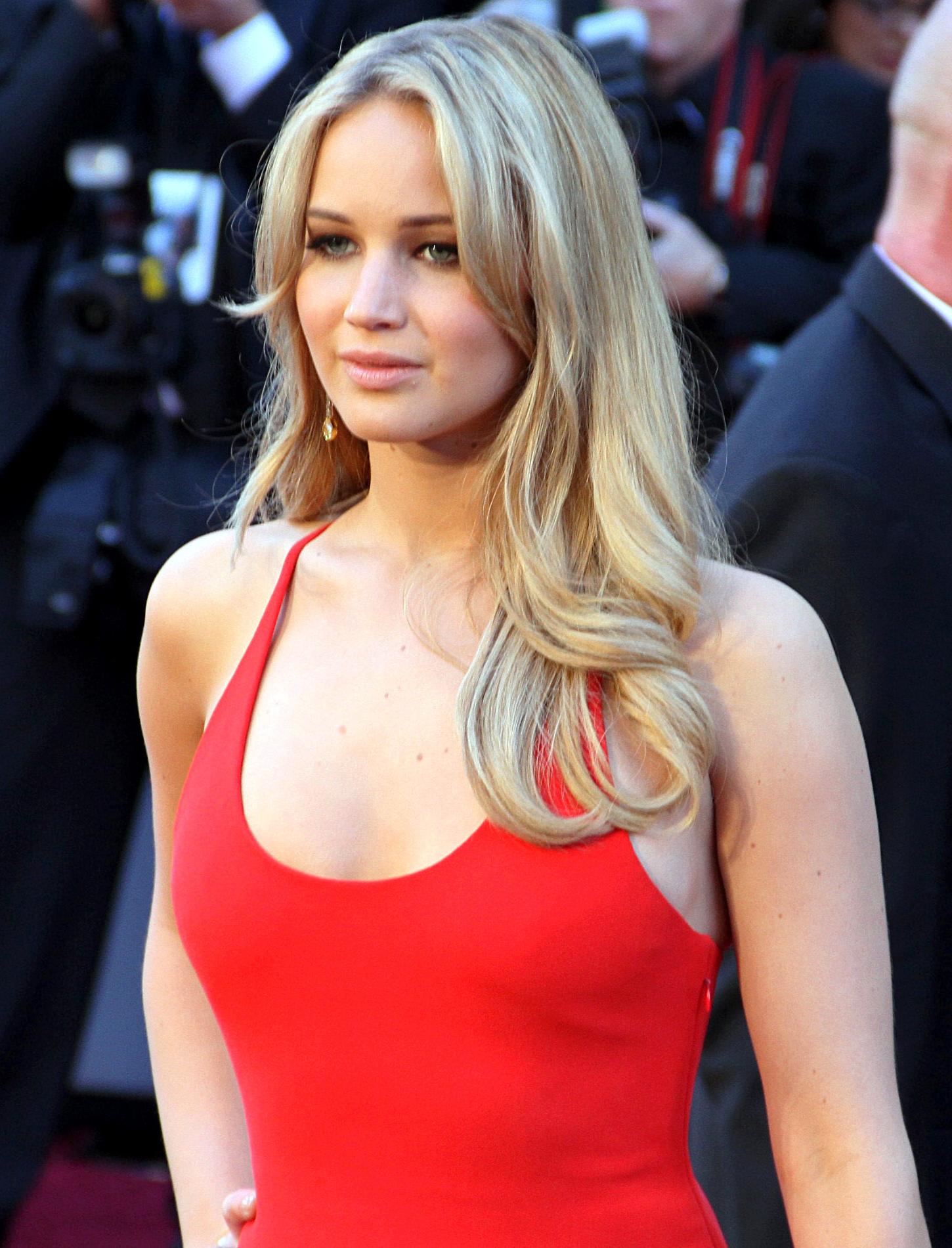
Jennifer Lawrence interpreta Katniss Everdeen, e pintou seu cabelo de castanho-escuro para o papel.

- Jennifer Lawrence como Katniss Everdeen[22]
- Josh Hutcherson como Peeta Mellark[23]
- Liam Hemsworth como Gale Hawthorne[23]
- Woody Harrelson como Haymitch Abernathy[24]
- Elizabeth Banks como Effie Trinket[25]
- Lenny Kravitz como Cinna[26]
- Donald Sutherland como President Coriolanus Snow[27]
- Stanley Tucci como Caesar Flickerman[28]
- Wes Bentley como Seneca Crane[29]
- Toby Jones como Claudius Templesmith
- Alexander Ludwig como Cato[30]
- Isabelle Fuhrman como Clove[30]
- Amandla Stenberg como Rue[31]
- Jack Quaid como Marvel[32]
- Leven Rambin como Glimmer[32]
- Dayo Okeniyi como Thresh
- Jacqueline Emerson como Foxface
- Ian Nelson como District 3 Male
- Ashton Moio como Jason (District 6 Male)
- Mackenzie Lintz como Sarah (District 8 Female)
- Willow Shields como Primrose Everdeen
- Paula Malcomson como Mrs Everdeen

## Produção
Em março de 2009, a Lions Gate Entertainment entrou em um acordo de co-produção para The Hunger Games com a Color Force, empresa de produção pertencente à Nina Jacobson, que tinha adquirido direitos globais de distribuição cinematográfica do livro semanas antes, por US$ 200 mil, de acordo com o The Daily Beast. Alli Shearmur e Jim Miller, Presidente e Vice-Presidente Sênior de Produção de Filmes na Lionsgate, ficaram responsáveis pela supervisão da produção da película, a qual descreveram como "uma incrível propriedade... uma emoção de dar [ao filme] uma casa [como a] Lionsgate". O estúdio, que não lucrava já faziam cinco anos, roubou orçamento de outras produções e vendeu bens para garantir US$ 80 milhões — uma das maiores taxas de desenvolvimento da empresa. O agente de Collins, Jason Dravis, comentou que "[a Lionsgate] tinha todos, mas 'o manobrista' fomos nós" para  a segurar a franquia. Subsequentemente, o estúdio norte-americano recebeu incentivos fiscais de US$ 8 milhões para gravar o filme na Califórnia do Norte. No fim, os custos ficaram na casa dos US$ 78 milhões.
A própria Collins adaptou o texto para um roteiro, em colaboração com o roteirista Billy Ray e o diretor Gary Ross. A versão cinematográfica é extremamente fiel ao original; Ross inclusive comentou que para ele, "a única maneira de tornâ-lo bem sucedido era ser completamente subjetivo", ecoando a apresentação da narrativa em primeira-pessoa do presente. Ao invés do monólogo interno de Katniss sobre as maquinações da Capital, na película o personagem Seneca Crane, o idealizador-chefe dos Hunger Games, para permitir que diversos pontos se desenvolvessem e fossem mostrados diretamente ao público. O diretor explicou: "No livro, a Katniss especula sobre as maquinações da Capital... no filme, não podemos entrar na cabeça dela, mas temos a habilidade de cortar e mostrar como são feitas através das cenas. Eu criei o Centro dos Hunger Games e expandi o personagem Seneca justamente por isso. Eu achei que era de extrema importância".

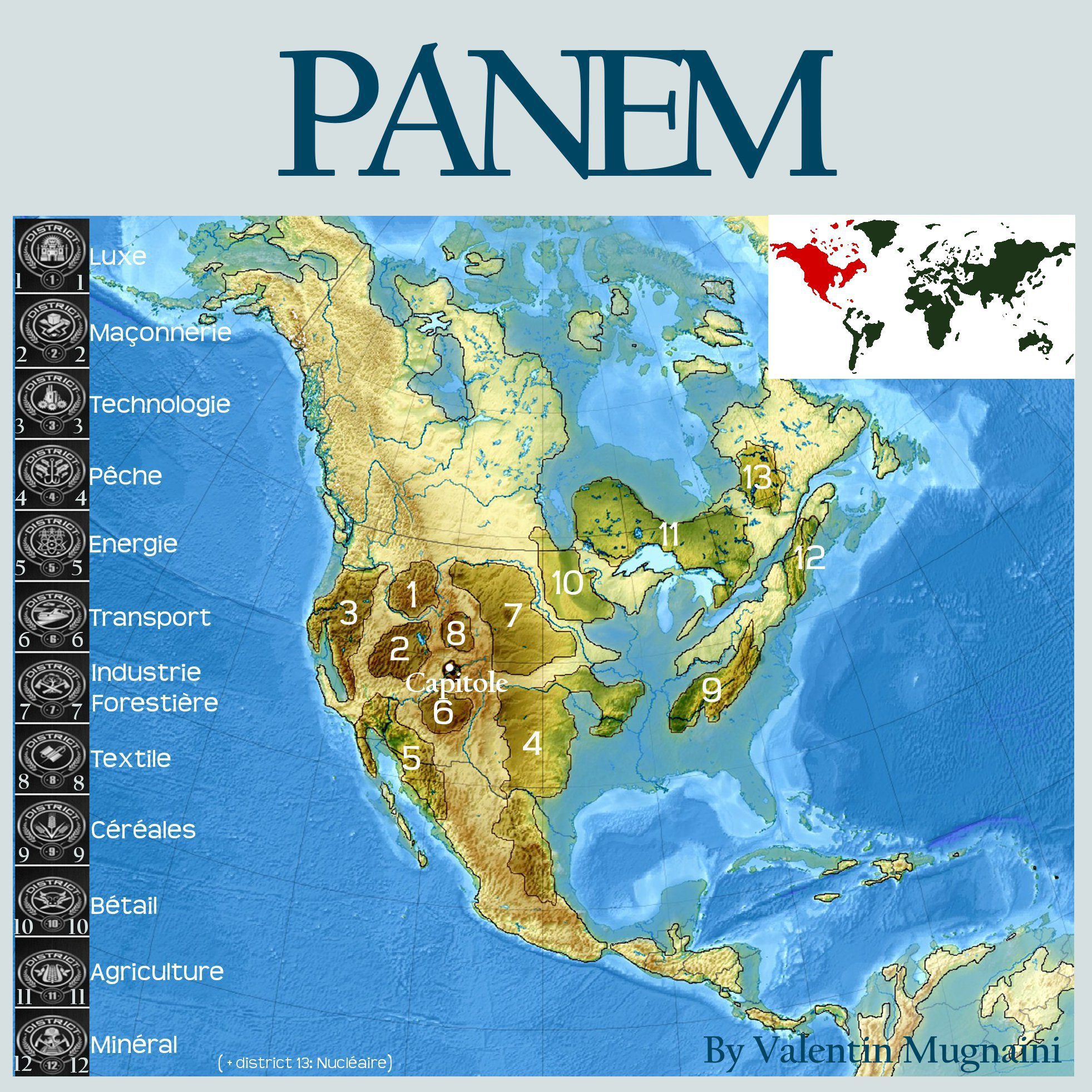
Panem no mapa-mundi.

Ele também adicionou diversas cenas entre o idealizador-chefe e Coriolanus Snow, o idoso presidente de Panem, notando que "seria interessante que houvesse uma geração [de cidadãos de Panem] que soubessem que [os Games] eram na verdade um instrumento de controle político, e que haveria uma geração sucessora que estaria tão apaixonada com a audiência e o showbiz, as sensações e o espetáculo, que estariam deixando de lado a verdadeira intenção política, e é aí que a tensão está".
O Centro de Controle dos Idealizadores dos Jogos, sobre o qual Katniss pode apenas especular na narrativa da obra impressa, também foi desenvolvida como um lugar, "ajudando a lembrar o público da artificialidade da arena", ainda segundo Gary. Ele também disse que "muito [da obra cinematográfica] se passa por dentre as árvores, e é fácil se esquecer que isso é uma sociedade futurística que manipula estes eventos para os espectadores. A aparência do Centro, sua antisséptica sensação e o uso de hologramas tiveram o objetivo de fazer a arena parecer 'construída' mesmo quando não se está vendo o Centro". O cineasta e a supervisora de efeitos visuais Sheena Duggal estavam dispostos a usar a visão onisciente que a construção fornecia para explicar as liteiras experiências dei ex machina vividas por Katniss na arena. Duggal explicou: "Nós realmente não queríamos explicar nada... Como você ficaria compelido se aqueles [animais] que só aparecessem no fim do filme? Queríamos introduzi-los sem ter que explicar exatamente e especificamente o que eles eram, e o Centro foi uma ótima oportunidade para nos dar esta possibilidade".

### Escolha do elenco

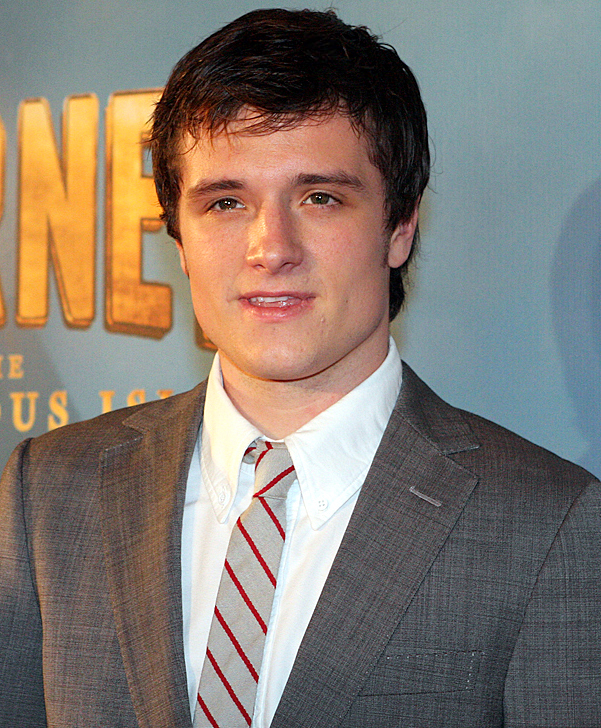
Josh Hutcherson interpreta Peeta Mellark no filme.

A Lionsgate confirmou em março de 2011 que aproximadamente 30 atrizes fizeram audição ou leram o papel de Katniss Everdeen, incluindo Hailee Steinfeld, Abigail Breslin, Emma Roberts, Saoirse Ronan, Chloë Grace Moretz, Jodelle Ferland, Lyndsy Fonseca, Emily Browning, Shailene Woodley e Kaya Scodelario. Em 16 de março de 2011, foi anunciado que Jennifer Lawrence havia conquistado o cobiçado papel. Ross disse que Lawrence tinha "uma quantidade incrível de auto-confiança; você sentia que essa garota sabia exatamente quem é. Então que ela fez o teste e me nocauteou; nunca vi uma audição como aquela antes na minha vida. Foi como se eu tivesse acabado de vislumbrar o filme inteiro na minha frente".
Embora Jennifer tivesse 20 anos na época da filmagem, quatro anos a mais que a personagem, Collins disse que o papel precisava de "uma certa maturidade e poder" e que preferia que a atriz fosse mais velha que jovem. Ela adicionou que a escolhida foi a única "que verdadeiramente captou o personagem que escrevi no livro" e que tinha "cada característica essencial e necessária para interpretar Katniss". A intérprete, fã da trilogia, demorou três dias para aceitar a proposta, inicialmente intimidada com o tamanho da produção.
Candidatos ao personagem Peeta — além do escolhido Hutcherson — incluíram Alexander Ludwig, este mais tarde designado para o personagem Cato, Hunter Parrish, Lucas Till e Evan Peters. Outros atores também foram considerados para Gale, como David Henrie, Drew Roy e Robbie Amell. Em abril de 2011, John C. Reilly estava conversando com a Lionsgate para Haymitch Abernathy. No mês seguinte a empresa anunciou que o intérprete seria o nomeado ao Oscar Woody Harrelson. A escolha de Lenny Kravitz como Cinna, Stanley Tucci como Caesar Flickerman e Toby Jones como Claudius Templesmith ocorreu logo em seguida. O vencedor de múltiplos Globos de Ouro Donald Sutherland foi contratado para desempenhar o Presidente Coriolanus Snow no fim de maio de 2011.

### Filmagem
Gary Ross foi escolhido como diretor em novembro de 2010. A Fireman's Fund Insurance Company tomou conta da produção. Como parte do processo de contrato, a empresa insistiu em uma análise de risco completa dos perigos mais diversos, como flechas retrógradas, plantas venenosas — com destaque à Toxicodendron radicans, conhecida como "hera venenosa" em referência à personagem dos quadrinhos do Batman — ursos e insetos. Além disso, a Fireman's pediu um diagnóstico para as cenas de perseguição em corredeiras.
Lawrence pintou seu cabelo naturalmente loiro de castanho para o papel de Katniss. Ela também se submeteu à um extensivo treinamento para ficar em forma para o filme; ela obteve aulas de arquearia, escalamento de rochas e árvores, luta, corrida, parkour e ioga. A atriz chegou a sofrer um acidente no último dia do seu treinamento de seis semanas, quando ela se chocou contra uma parede enquanto corria à velocidade máxima, mas não foi seriamente ferida. Entre os outros que pintaram seus cabelos para o projeto, estão incluídos Josh Hutcherson e Liam Hemsworth, para desempenharem Peeta e Gale, respectivamente. A Lionsgate contratou o arqueiro — e medalhista de bronze olímpico — Khatuna Lorig para ensinar a Jennifer como atirar.
Com um orçamento inicial de US$ 75 milhões, a filmagem começou próximo à Brevard, no Condado de Transylvania, ocidente da Carolina do Norte em maio de 2011 e foi concluída em 15 de setembro de 2011, com um orçamento final estimado entre US$ 90 e 100 milhões, acabando por ser reduzido para US$ 78 milhões após subsídios. Steven Soderbergh serviu como diretor de segunda unidade, e filmou grande parte da cena do tumulto no Distrito 11. O produto foi filmado em película cinematográfica, em oposição ao formato digital — quase já padrão no século XXI — devido (em parte) ao aperto do calendário de produção; Ross, em entrevista para o The New York Times, afirmou: "Eu não queria correr o risco de problemas técnicos que muitas vezes vêm com a prática de filmar digitalmente — nós simplesmente não podíamos proporcionar qualquer atraso".

## Trilha sonora
A trilha sonora, produzida pelo músico T-Bone Burnett, contém canções inspiradas pelo filme, mas apenas três delas são tocadas nele, durante os créditos finais. O primeiro single foi "Scream My Name", uma canção de Tove Lo. Também possui faixas de Arcade Fire, Miranda Lambert, Maroon 5, entre outros.

### Grammy Awards 2013
A música "Safe & Sound", interpretada por Taylor Swift e The Civil Wars, recebeu o prêmio de "Song Writter for Visual Media" na 55ª edição do Grammy Awards, maior premiação musical do planeta, no dia 10 de fevereiro de 2013. A canção "Abraham's Daughter", performada por Arcade Fire, também estava concorrendo ao prêmio.

## Recepção
O filme foi recebido críticas geralmente positivas. O Rotten Tomatoes calculou uma média de 84% de aprovação entre os críticos especializados, considerando 214 resenhas recolhidas.

## Bilheteria
Em sua primeira semana, o longa conseguiu arrecadar 155 milhões de dólares, ficando com a terceira melhor estreia cinematográfica dos Estados Unidos, atrás de Harry Potter e as Relíquias da Morte – Parte 2 e Batman: O Cavaleiro das Trevas. Jogos Vorazes ultrapassou a marca de 600 milhões de dólares no mundo inteiro. No Brasil, estreou com um público de 481 mil pessoas em seu primeiro fim de semana e, ao todo, atraiu 1,9 milhão de espectadores.

## Prêmios e indicações

### Golden Globes Awards
| Ano  | Categoria       | Indicação                                                    | Situação |
| ---- | --------------- | ------------------------------------------------------------ | -------- |
| 2013 | Canção Original | Taylor Swift, John Paul White, Joy Williams e T Bone Burnett | Indicado |

### People's Choice Awards
| Ano  | Categoria               | Indicação                           | Situação |
| ---- | ----------------------- | ----------------------------------- | -------- |
| 2013 | Filme Favorito          | The Hunger Games                    | Venceu   |
| 2013 | Filme de Ação Favorito  | The Hunger Games                    | Venceu   |
| 2013 | Franquia Favorita       | The Hunger Games                    | Venceu   |
| 2013 | Atriz de Filme Favorita | Jennifer Lawrence                   | Venceu   |
| 2013 | Cara do Heroísmo        | Jennifer Lawrence                   | Venceu   |
| 2013 | Quimica Favorita        | Jennifer Lawrence e Josh Hutcherson | Venceu   |
| 2013 | Fãs Favoritos           | Tributes                            | Indicado |

### MTV Movie Awards
| Ano  | Categoria                      | Indicação                                                | Situação |
| ---- | ------------------------------ | -------------------------------------------------------- | -------- |
| 2012 | Performance Masculina          | Josh Hutcherson                                          | Venceu   |
| 2012 | Performance Feminina           | Jennifer Lawrence                                        | Venceu   |
| 2012 | Melhor Transformação no Cinema | Elizabeth Banks                                          | Venceu   |
| 2012 | Melhor Luta                    | Jennifer Lawrence e Josh Hutcherson vs. Alexander Ludwig | Venceu   |
| 2012 | Performance Revelação          | Liam Hemsworth                                           | Indicado |
| 2012 | Melhor Beijo                   | Jennifer Lawrence e Josh Hutcherson                      | Indicado |
| 2012 | Melhor Elenco                  | Jogos Vorazes                                            | Indicado |
| 2012 | Filme do Ano                   | Jogos Vorazes                                            | Indicado |

### Teen Choice Awards
| Ano  | Categoria                         | Indicação                            | Situação |
| ---- | --------------------------------- | ------------------------------------ | -------- |
| 2012 | Melhor Filme de Ficção Cientifica | Jogos Vorazes                        | Venceu   |
| 2012 | Melhor Ator de Ficção Cientifica  | Josh Hutcherson                      | Venceu   |
| 2012 | Melhor Atriz de Ficção Cientifica | Jennifer Lawrence                    | Venceu   |
| 2012 | Melhor Quimica                    | Jennifer Lawrence e Amandla Stenberg | Venceu   |
| 2012 | Melhor Beijo                      | Jennifer Lawrence e Josh Hutcherson  | Venceu   |
| 2012 | Melhor Ator Rouba-Cena            | Liam Hemsworth                       | Venceu   |
| 2012 | Melhor Vilão                      | Alexander Ludwig                     | Venceu   |
| 2012 | Melhor Atriz Rouba-Cena           | Elizabeth Banks                      | Indicado |
| 2012 | Homem Mais Quente                 | Liam Hemsworth                       | Indicado |

### Do Something Awards
| Ano  | Categoria                   | Indicação       | Situação |
| ---- | --------------------------- | --------------- | -------- |
| 2012 | Estrela Masculina de Cinema | Josh Hutcherson | Venceu   |
| 2012 | Estrela Masculina de Cinema | Liam Hemsworth  | Indicado |
| 2012 | Melhor Filme                | Jogos Vorazes   | Indicado |

### Alive Awards
| Ano  | Categoria         | Indicação         | Situação |
| ---- | ----------------- | ----------------- | -------- |
| 2012 | Artista Revelação | Jennifer Lawrence | Venceu   |
| 2012 | Artista Revelação | Liam Hemsworth    | Indicado |
| 2012 | Artista Revelação | Josh Hutcherson   | Indicado |

### Nickelodeon Kids' Choice Awards
| Ano  | Categoria                    | Indicação         | Situação |
| ---- | ---------------------------- | ----------------- | -------- |
| 2013 | Filme Favorito               | Jogos Vorazes     | Venceu   |
| 2013 | Melhor Livro                 | Jogos Vorazes     | Venceu   |
| 2013 | Atriz Favorita de Filme      | Jennifer Lawrence | Indicado |
| 2013 | Buttkicker Feminina Favorita | Jennifer Lawrence | Indicado |